# Robert Wolak
Robert Antoni Wolak (ur. 19 września 1955) – polski matematyk, doktor habilitowany nauk matematycznych. Specjalizuje się w geometrii różniczkowej, teorii foliacji oraz topologii różniczkowej. Profesor nadzwyczajny Katedry Geometrii Instytutu Matematyki Wydziału Matematyki i Informatyki Uniwersytetu Jagiellońskiego.

## Życiorys zawodowy
Matematykę ukończył na Uniwersytecie Jagiellońskim, gdzie następnie rozpoczął pracę naukową. Stopień doktorski uzyskał w 1982 broniąc pracy przygotowanej pod kierunkiem prof. Andrzeja Zajtza. Habilitował się w 1992 na podstawie oceny dorobku naukowego i rozprawy pt. Struktury geometryczne na rozmaitościach z foliacjami. Poza Uniwersytetem Jagiellońskim wykładał także w krakowskiej Akademii Górniczo-Hutniczej. W kadencji 2014-2016 członek Zarządu Głównego Polskiego Towarzystwa Matematycznego.
Swoje prace publikował w takich czasopismach jak m.in. „Journal of Geometry and Physics”, „Differential Geometry and its Applications”, „Journal of Geometry”, „Monatshefte für Mathematik", „International Journal of Mathematics" oraz „Demonstratio Mathematica”.